# Ruslands administrative inddelinger
Rusland består af flere typer og niveauer af underinddelinger.

## Føderale enheder
Siden 18. marts 2014 har den Russiske Føderation bestået af 85 føderale enheder, der er konstituerede medlemmer af Føderationen. To af disse føderale enheder — Republikken Krim og den føderale by Sevastopol — anses dog af det internationale samfund som værende en del af Ukraine. Alle føderale enheder har lige føderale rettigheder i den forstand at de har lige repræsentation - to delegerede hver - i Føderationsrådet (overhuset i Ruslands føderale forsamling). De har dog forskellige grader af autonomi.
Der findes 6 typer føderale enheder — 22 republikker, 9 krajer, 46 oblaster, 3 føderale byer, 1 autonomom oblast og 4 autonome okruger.
Autonome okruger er de, der har en særlig dobbeltstatus idet de er føderale enheder, men på samme tid betragtes som administrative underopdelinger af andre føderale enheder (den eneste undtagelse er Tjukotskij autonome okrug).

### Annekteringen af Krim i 2014
18. marts 2014, som en del af annekteringen af Krim og den efterfølgende etablering af republikken Krim, blev der underskrevet en traktat mellem Rusland og republikken Krim, som inkorporerede republikken samt byen Sevastopol som konstituerede medlemmer af den Russiske Føderation. I henhold til traktaten blev republikken Krim accepteret som en føderal enhed med status som republik, mens byen Sevastopol fik status som føderal by. Hverken republikken Krim eller byen Sevastopol anerkendes politisk som dele af Rusland af international lov eller de fleste stater.

## Administrative opdelinger
Før vedtagelsen af Ruslands forfatning i 1993 blev Ruslands administrativt-territoriale struktur reguleret per den Russiske SFSRs Øverste Sovjets dekret fra 17. august 1982 "Procedurer for håndtering af sager om RSFSRs administrativt-territoriale struktur". Forfatningen i 1993 identificerede dog ikke sager vedrørende administrativt-territoriale inddelinger som hverken et anliggende for den føderale regering eller som et fælles anliggende for den føderale regering og enhederne. Dette blev af de føderale enheders regeringer tolket som et tegn på at anliggender vedrørende administrativt-territoriale opdelinger udelukkende kom til at høre under de føderale enheder selv. Som et resultat heraf varierer de føderale enheders moderne administrativt-territoriale strukturer kraftigt. Selvom implementeringsdetaljerne kan variere kraftigt anerkendes der disse typer inddelinger på højt niveau:
- administrative distrikter (rajoner)
- Byer og urbane bebyggelse af betydning for den føderale enhed
- Lukkede administrativt-territoriale formationer

Okruger og autonome okruger er mellemliggende administrative enheder, som omfatter nogle af den føderale enheds distrikter og byer/urbane bebyggelser af betydning for den føderale enhed.
- Autonome okruger er under en anden føderal enheds jurisdiktion, men anerkendes alliigevel forfatningsmæssigt som føderale enheder i egen ret. Tjukotskij autonome okrug er en undtagelse fra dette, da den ikke er administrativt underlagt nogen anden føderal enhed.
- Okruger er typisk tidligere autonome okruger, der mistede deres status som føderal enhed på grund af en sammenlægning med en anden føderal enhed.

Blandt typiske administrative inddelinger på lavt niveau er:
- Selsovjetter (landdistriktsråd)
- Byer og urbane bebyggelser af betydning for det administrative distrikt
- Bydistrikter

## Kommunale opdelinger
I løbet af den russiske kommunalreform i 2004–2005 blev alle Ruslands føderale enheder pålagt at ensrette de strukturer for lokalt selvstyre, der garanteres af Ruslands forfatning. Reformen lovbestemte at hver føderal enhed skulle have en samlet struktur for kommunale myndigheder per 1. januar 2005, og en lov der håndhævede reformprovisionerne trådte i kraft 1. januar 2006. Ifølge loven er enhederne for kommunal opdeling ("kommunale formationer"):
- Territorier, der ikke inkluderes som en del af de kommunale formationer kaldesinter-bebyggelses-territorier.
- Kommunalt distrikt, en gruppe af urbane og landlige bebyggelser, ofte langs inter-bebyggelses-territorier. I praksis dannes kommunale distrikter typisk indenfor grænserne af eksisterende administrative distrikter (rajoner).
  - Urbane bebyggelser, en by/landsby eller urban bebyggelse, muligvis sammen med tilstødende landlige og/eller urbane lokaliteter
  - Landlige bebyggelser, en eller flere landlige lokaliteter
- Urbane okruger, en urban bebyggelse, der ikke er inkorporeret i et kommunalt distrikt. I praksis dannes urbane okruger typisk indenfor grænserne af eksisterende byer af betydning for den føderale enhed.
- Intra-urbane territorier (intra-urbane kommunale formationer) for en føderal by, en del af en føderal bys territorie. I Moskva kaldes disse kommunale formationer (som svarer til distrikter); i Skt. Petersborg—kommunale okruger, byer og bebyggelser. I Sevastopol kendes de som kommunale okruger og en by.[7]

Den føderale lov blev ændret 27. maj 2014 til også at omfatte to nye typer kommunale inddelinger:
- Urban okrug med intra-urbane opdelinger, en urban okrug, der er opdelt i intra-urbane distrikter i et lavere niveau af det kommunale hierarki
  - Intra-urbane distrikter, en kommunal formation indenfor en urban okrug med intra-urbane opdelinger. Denne kommunale formationstype bliver typisk etableret indenfor grænserne af eksisterende bydistrikter (dvs. de administrative opdelinger i nogle af byerne af betydning for den føderale enhed).

I juni 2014 blev Tjeljabinsks urbane okrug den første urbane okrug til at implementere intra-urbane opdelinger.

## Andre typer underopdelinger

### Føderale distrikter
Alle de føderale enheder er grupperet i otte føderale distrikter, der hver især administreres af en udsending, der er udpeget af Ruslands præsident. Føderale distrikters udsendinge fungerer som mellemled mellem de føderale enheder og den føderale regering og er hovedsageliigt ansvarlige for at sikre at de føderale enheder overholder den føderale lovgivning.

### Økonomiske regioner
Til økonomiske og statistiske formål grupperes de føderale enheder ofte i tolv økonomiske regioner. Bestanddelene i de økonomiske regioner oplever typisk fælles økonomiske trends, og grupperes yderligere ned i økonomiske zoner og makrozoner.

### Militærdistrikter
For at de væbnede styrker kan administrere militærenheder, deres træning og andre operationelle aktiviteter på en effektiv måde grupperes de føderale enheder i fem militærdistrikter. Hvert militærdistrikt styres af distriktshovedkvarteret og distriktskommandøren, og er underlagt Ruslands generalstab.